# Mislinja (Fluss)
Die Mislinja (dt. Missling) ist ein Fluss im Norden Sloweniens. Sie ist ein rechter Nebenfluss der Meža (Mieß). 
Sie entspringt im Bachergebirge (Pohorje) am Südwesthang unterhalb des Ostruščica-Gipfels, fließt zunächst durch ein enges Tal (Mislinja-Graben) nach Mislinja, wendet sich dann nach Nordwesten, fließt durch das weite Mislinja-Tal durch Slovenj Gradec und mündet bei Otiški vrh in die Meža, kurz vor deren Mündung in die Drau.

## Namen
Vermutlich geht der Name des Flusses auf den Personennamen Myslinъ zurück, was durch viele auf derselben Basis gebildete Toponyme in anderen slawischen Ländern untermauert wird (z. B. Myslina-Bach in der Slowakei, Flüsse Mysü und Myslin in Russland, Mysletice – Dorf in der Tschechischen Republik usw.). Der ursprüngliche Name des Flusses wäre daher Myslin'a und würde Mislins Fluss bedeuten. Die ersten Aufzeichnungen über den Namen des Flusses stammen aus dem Spätmittelalter, fast ausschließlich in der deutschen Form, u. a. Misling (1404), Missling (1471) und Mißlin (1570).
Auf älteren österreichischen Militärkarten wird der Name des Flusses unterschiedlich geschrieben: auf der Josephinischen Karte aus dem 18. Jahrhundert als Missling Bach, Meslinger Bach und Meslina Bach, auf einer jüngeren Karte aus der zweiten Hälfte des 19. Jahrhunderts. aber als Missling B.[ach].

## Geographie

### Oberlauf
Im Oberlauf hat die Mislinja ein tiefes Tal mit steilen bewaldeten Hängen in die Felsen des Pohorje-Gebirges geschnitten, das slowenisch Mislinjski graben oder Mislinjski jarek genannt wird. In der schmalen Talsohle ist nur Platz für den Bach, die Straße sowie einige Gehöfte. 
Das Tal weist ein beträchtliches Gefälle auf – von Spodnja Komisija (Höhe 1080 m) fällt es auf einer Strecke von 8 km bis Mislinja um 520 m ab, sodass der Bach eine schnelle Strömung aufweist und bei größeren Wassermengen große Mengen groben Kieses mitnimmt. Im Oberlauf ist der einzige etwas größere Zufluss die Glažutnica von rechts. Nur im weniger steilen Bereich zwischen den Schluchten auf der rechten Seite des Mislinja-Tals gibt es Platz für vereinzelte Bauernhöfe und deren landwirtschaftliche Flächen.

### Mittelteil und Unterlauf
Ca. einen Kilometer oberhalb von Mislinja verändert sich der Charakter des Tals und des Flusses: Das Tal weitet sich zunächst etwas, um dann in das obere Ende eines breiteren Talbodens zu münden, wo der Fluss die mitgeführten Sedimente ablagerte. 
Von hier an weist der Fluss eine relativ geringes Gefälle auf, da er nur noch etwa 190 m bis zur Mündung in die Meža abfällt. Er hat aber immer noch eine schnelle Strömung, insbesondere bei hohen Wasserständen, und führt große Mengen Schlick mit sich.
Im Unterlauf fließt die Mislinja teilweise durch das Industriegebiet von Otiški Vrh, dann mündet sie in die Meža, welche ihrerseits gut einen Kilometer weiter bei Dravograd in die Drau mündet.

### Zuflüsse
Im stromaufwärts gelegenen Teil ist der einzige größere Zufluss von rechts die Glažutnica. 
Im Mittel- und Unterlauf münden viele rechte Zuflüsse aus dem Pohorje: Brložnica, Dovžanka, Tunglav, Barbarski potok, Trobeljščica, Lakužnica und Medvedov Graben. 
Es gibt nur drei große linke Nebenflüsse: Mevlja, Suhodolnica und Selčnica.

## Wirtschaft
Im engen Mislinja-Graben am Oberlauf gab es früher keine Möglichkeiten für die Landwirtschaft. Die Menschen betrieben Waldwirtschaft im Bachergebirge, unter anderem für die Holzkohleproduktion zur Eisenverarbeitung und Holzgewinnung für die Glasherstellung. Bereits im 18. Jahrhundert gab es im Tal Gießereien, dies sich später zu den größten Hütten im slowenischen Teil der Steiermark entwickelten. 
Im Mittel- und Unterlauf durchfließt die Mislinja ein dicht besiedeltes Tal. Wegen der Hochwassergefahr wurden Mühlen und Sägewerke nicht direkt am Flussbett errichtet, sondern oft an künstlichen Kanälen abseits des Flusses. Nachdem die Mühlen und Sägewerke nach dem Krieg aufgegeben wurden, stürzten die Dämme innerhalb weniger Jahre ein und das Flussbett wurde deutlich instabil.

## Naturschutz
Ein großer Teil des Pohorje-Gebirges gehört zum Schutzgebiet Natura 2000 (Pohorje), einschließlich des Quellgebietes der Mislinja. Eine im Rahmen dieser Maßnahmen deutlich verringerte Wasserverschmutzung hat wesentlich zur Verbesserung der Lebensbedingungen der Fische im Fluss beigetragen, da er auch wichtige Laichgründe enthält. Ein erhebliches Problem stellen zahlreiche Barrieren dar, die die Wanderung von Fischen entlang des Flusses, insbesondere von größeren Fischen, an kleinen Wasserkraftwerken verhindern. Sie haben nachweislich die Anzahl und Masse der Bachforellen im Fluss reduziert.